# Enzo D’Alò
Enzo D’Alò (* 7. September 1953 in Neapel) ist ein italienischer Regisseur von Animationsfilmen.

## Leben
D’Alò ging 1979 nach Turin und wurde Teil der Gruppe und des Filmstudios „La Lanterna Magica“, deren Produktionsfirma er 1983 gründete. Er widmete sich größtenteils dem Animationsfilm, drehte aber auch fiktionale Kurz- sowie Lehrfilme. Ab 1991 arbeitete er an der Serie „Pimpa“; seinen Durchbruch erzielte er 1996 mit dem Kinofilm Der blaue Pfeil, dem seither regelmäßig weitere abendfüllende Werke folgten. Einen herausragenden kommerziellen Erfolg erbrachte dabei der 1998 entstandene Film La gabbianella e il gatto, der auf dem Buch Wie Kater Zorbas der kleinen Möwe das Fliegen beibrachte von Luis Sepúlveda basiert. Seine Animationsverfilmung von Pinocchio feierte im Zuge des 20. Trickfilmfestivals Stuttgart 2013 seine deutsche Premiere.
Im Jahr 2024 folgte die Aufnahme in die Europäische Filmakademie, die alljährlich die Europäischen Filmpreise verleiht.

## Filmografie (Auswahl)
- 1996: Der blaue Pfeil (La freccia azzurra)
- 1998: Wie Kater Zorbas der kleinen Möwe das Fliegen beibrachte (La gabbianella e il gatto)
- 2001: Momo (Momo alla conquista del tempo)
- 2002: The adventures of Marco & Gina (Fernsehserie)
- 2003: Opopomoz
- 2012: Pinocchio